# Stepnica (gmina)
Stepnica (1945–1946 gmina Stobnica) – gmina miejsko-wiejska (od 1 stycznia 2014 r.) w zachodniej części województwa zachodniopomorskiego, w powiecie goleniowskim, położona na Pobrzeżu Szczecińskim. Siedzibą gminy jest Stepnica.

## Położenie
Gmina znajduje się w zachodniej części województwa zachodniopomorskiego, w zachodniej części powiatu goleniowskiego. Gmina Stepnica położona jest na Równinie Goleniowskiej i w Dolinie Dolnej Odry, na wschodnim wybrzeżu Zalewu Szczecińskiego między Zatoką Skoszewską a Zatoką Stepnicką i Zatoką Wódzką, oddzielonych Wichowską Kępą.
Gmina stanowi 18,1% powierzchni powiatu.
Sąsiednie gminy:
- Świnoujście[a] (miasto na prawach powiatu)
- Goleniów i Przybiernów (powiat goleniowski)
- Międzyzdroje[a] i Wolin (powiat kamieński)
- Nowe Warpno[a] i Police (powiat policki)

Do 31 grudnia 1998 r. wchodziła w skład województwa szczecińskiego.

## Demografia
Dane z 30 czerwca 2008:
| Opis      | Ogółem | Ogółem | Kobiety | Kobiety | Mężczyźni | Mężczyźni |
| --------- | ------ | ------ | ------- | ------- | --------- | --------- |
| jednostka | osób   | %      | osób    | %       | osób      | %         |
| populacja | 4.770  | 100    | 2.386   | 50,0    | 2.384     | 50,0      |

Gminę zamieszkuje 5,8% ludności powiatu. Jest to gmina o najmniejszej gęstości zaludnienia w powiecie.

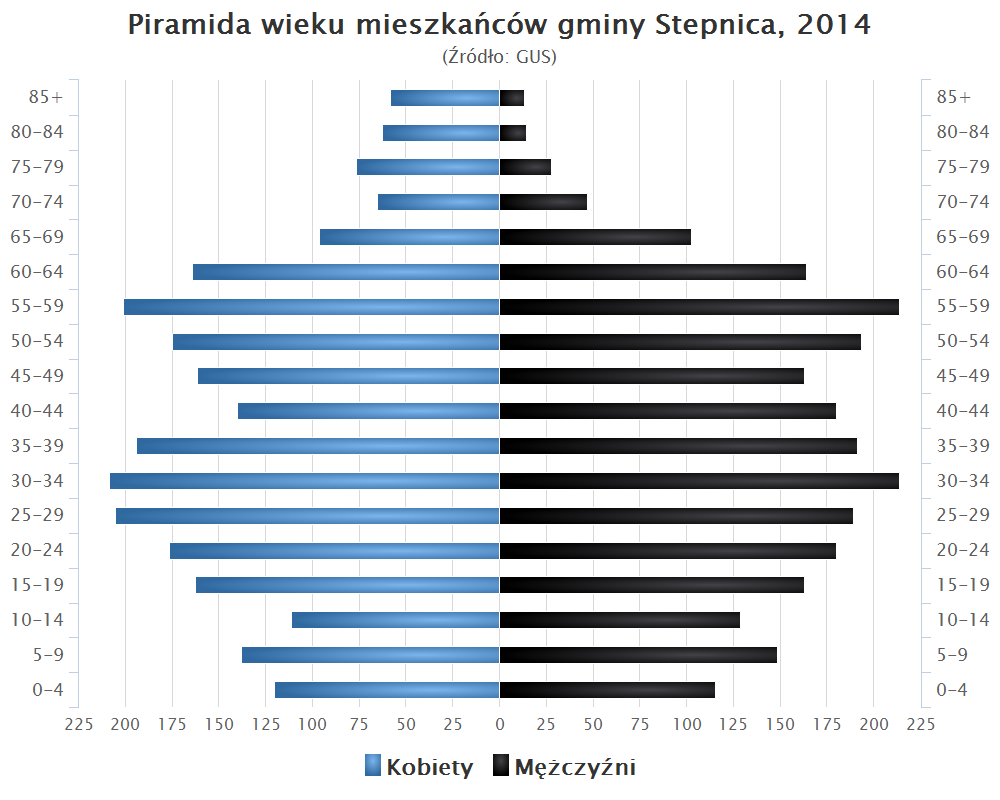
Piramida wieku mieszkańców gminy Stepnica w 2014 roku

## Warunki przyrodnicze

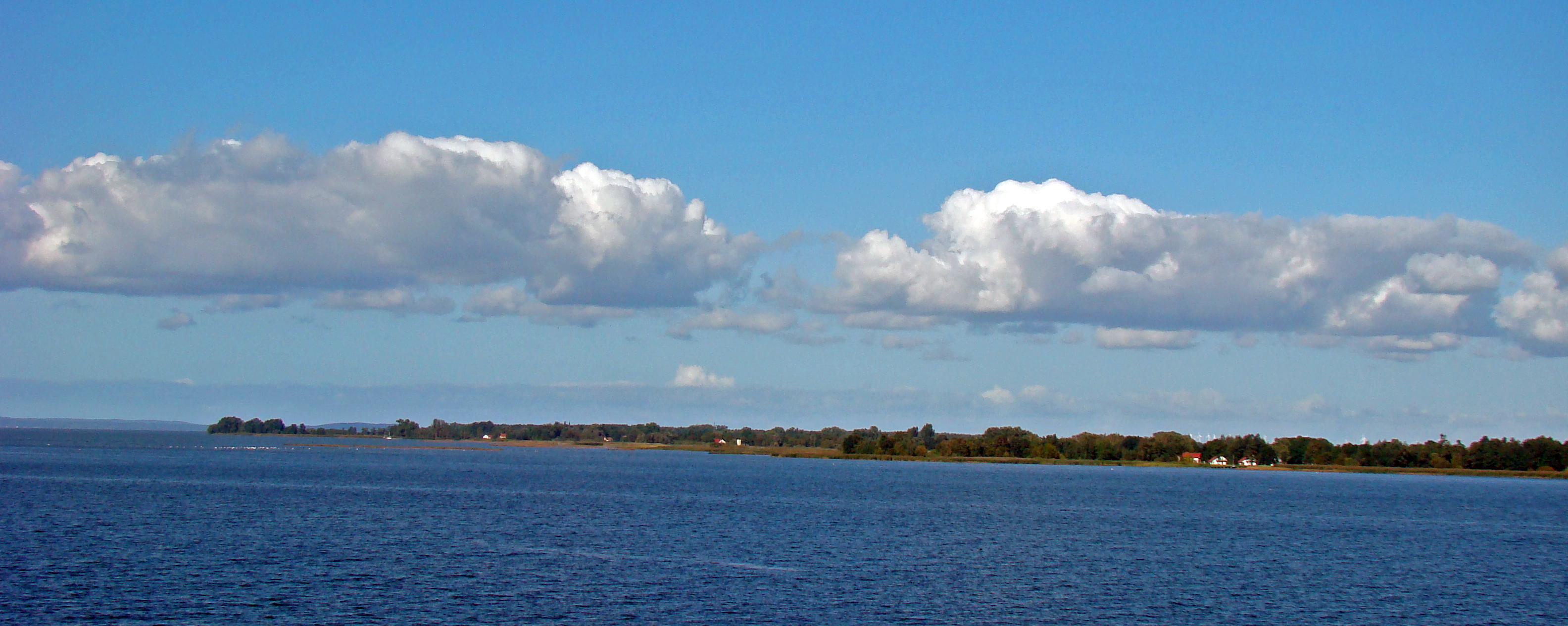
Gmina Stepnica (część zachodnia, widok w kierunku północno-wschodnim z Roztoki Odrzańskej) od prawej Świętowice, Zatoka na Palach, Kopice

Wschodnie wybrzeże na którym położona jest gmina, sąsiaduje z wyjątkowo płytkimi wodami (w Czarnocinie do 4,5 km woda ma jedynie ok. 1 m głębokości). Południowo-zachodnie wybrzeża gminy to fragment Roztoki Odrzańskiej. Są to niskie wybrzeża torfowiskowe, sąsiadujące z obszarami bagiennymi, objętymi ochroną przez florystyczne i faunistyczne rezerwaty przyrody. Znajdują się tam torfowiska niskie i lasy bagienne – olsy i łęgi. Występuje tam wiele rzadkich gatunków ptaków wodno-błotnych, roślinności szuwarowej i torfowiskowej oraz innych przedstawicieli zwierząt i roślin. W zachodniej części gminy znajdują się trzy rezerwaty przyrody: Białodrzew Kopicki, Czarnocin oraz Wilcze Uroczysko. Tereny wybrzeży zalewu i Roztoki Odrzańskiej objęte są ochroną przez Europejską Unię Ochrony Wybrzeża. Wschodnia część gminy to Równina Goleniowska oraz bory sosnowe i lasy mieszane Puszczy Goleniowskiej, są to w większości lasy wykorzystywane gospodarczo, jednak ich krajobrazy i przyroda przyciągają turystów. Istnieją również nieco głębiej położone i słabiej poznane partie puszczy, w których kryją się leśne jeziorka. Główną rzeką w gminie jest Gowienica dostępna dla kajaków, płynąca przez Widzieńsko, wijąca się przez puszczę i wpadająca do Zatoki Stepnickiej w Stepniczce. Większość zachodniej części gminy stanowią tereny podmokłe. W podstepnickim Świbinie znajduje się Ośrodek Edukacji Leśnej i ścieżka dydaktyczna, pokazująca życie mieszkańców puszczy. Lasy w gminie podlegają pod Nadleśnictwo Goleniów.

## Turystyka

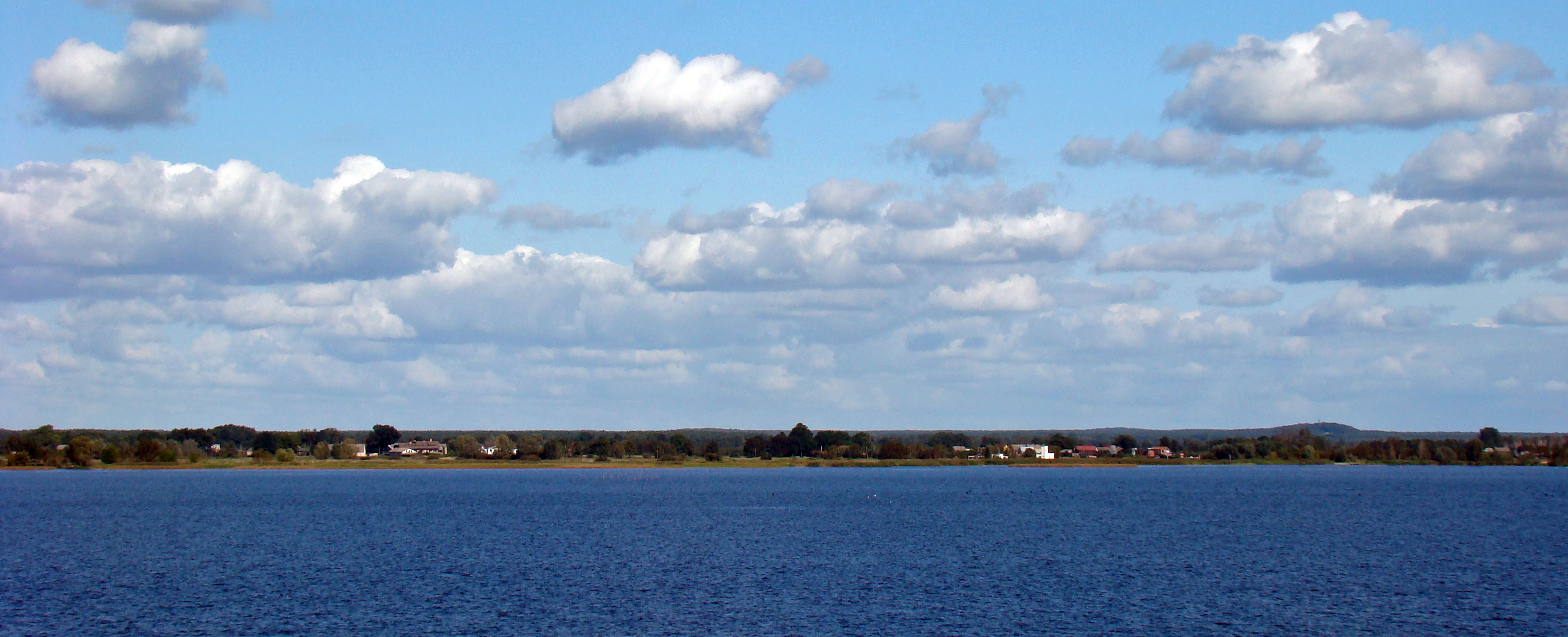
Gmina Stepnica (część zachodnia, widok w kierunku wschodnim z Roztoki Odrzańskej) od lewej Gąsierzyno, a w tle Góra Zielonczyn

Atrakcyjność turystyczna gminy Stepnica wynika przede wszystkim z położenia nad wodą. W Stepnicy znajduje się duża strzeżona plaża z zapleczem gastronomicznym i dobra baza noclegowa (kemping, tawerna, gospodarstwa agroturystyczne). Do ważnych punktów należy również przystań jachtowa. Niewątpliwą atrakcją turystyczną są zabytki wsi: kościół klasycystyczny i ryglowa tawerna. Stepnica musi jednak stawiać na turystów pragnących dobrze wypocząć nad wodą. W innych miejscowościach (Piaski Małe, Gąsierzyno, Kopice) także znajdują się plaże. W Gąsierzynie znajduje się hotel „Mustang”, zaś kilka wsi w tym rejonie gminy posiada stadniny koni, sprzyjające rozwojowi turystyki konnej. Drugim dużym ośrodkiem turystycznym jest Czarnocin, z dobrą bazą noclegową (ok. 150 miejsc). Znajdujące się tutaj Szkoła Aktywnego Wypoczynku „Frajda” i Ośrodek „Gumiś” stawiają na obozy sportowe i wypoczynek. Czarnocin zachęca również piękną plażą i płytkimi wodami zalewu, zachęcającymi do uprawiania windsurfingu. Ważnym atutem gminy jest również Gowienica, szlak kajakowy i dobre miejsce do wędkowania. W Widzieńsku nad tą rzeką znajduje się plaża i miejsca biwakowe. W tej samej wsi znajduje się również ośrodek wypoczynkowy Akademii Rolniczej w Szczecinie. Wędkarzy przyciągają do gminy również liczne kanały (Budzień, Czarnocin). Atrakcjyjne są również tereny Puszczy Goleniowskiej, stanowiące doskonałe miejsce dla myśliwych, zbieraczy grzybów i jagód. Cały teren gminy może zaciekawić turystów pieszych i rowerowych, jak również miłośników dzikiej przyrody.

## Gospodarka
Położenie nad Zalewem Szczecińskim sprzyja rozwojowi gospodarki wodnej. W Stepnicy znajduje się port rybacki i przeładunkowy o znaczeniu lokalnym. Wieś nie posiada dużego przemysłu rybnego, przez co nie wykorzystuje w pełni swoich możliwości. Gmina Stepnica nie jest gminą przemysłową. Największe zakłady znajdują się w Stepnicy i jest to tartak należący do szwedzkiej grupy Sweedwood Poland. W Bogusławiu znajduje się zakład przemysłu paszowego, należący do firmy Andreas. Pozostała część wsi nastawiona jest na rolnictwo i gospodarkę leśną.

## Komunikacja

### Drogi
Gmina nie jest położona na głównych szlakach komunikacyjnych, najbliższą ważną jest droga ekspresowa S3, przechodząca przez niewielki fragment gminy na wschód od Widzieńska. Przez Stepnicę prowadzi droga wojewódzka nr 111 łącząca Recław z Goleniowem.

### Kolej
Stepnica uzyskała połączenie kolejowe (Gryficka Kolej Wąskotorowa, rozstaw 1000 mm) w 1903 r. poprzez połączenie z Łoźnicą. W 1977 r. linia ta została zamknięta, a w 2007 r. rozebrana.

### Transport morski
W gminie znajduje się port morski w Stepnicy z przystanią jachtową, stanowiący ośrodek turystyczny, niewykorzystywany przez firmy transportowe.

### Logistyka
W gminie czynne są 2 urzędy pocztowe: Żarnowo Szczecińskie (nr 72-111) i Stepnica (nr 72-112)

## Administracja i samorząd
W 2016 r. wykonane wydatki budżetu gminy wynosiły 19,1 mln zł, a dochody budżetu 23,6 mln zł. Według stanu na koniec 2016 r. samorząd nie miał zobowiązań pieniężnych.
Gmina utworzyła 16 sołectw.
Sołectwa:
Bogusławie, Budzień, Czarnocin, Gąsierzyno, Jarszewko, Kopice, Łąka, Miłowo, Piaski Małe, Racimierz, Stepniczka, Widzieńsko, Zielonczyn, Żarnowo i Żarnówko

## Miejscowości
- Wsie i osady:

Borowice, Budzień, Czarnocin, Gąsierzyno, Jarszewko, Kopice, Krokorzyce, Łąka, Miłowo, Piaski Małe, Racimierz, Stepniczka, Świętowice, Zielonczyn, Żarnowo i Żarnówko
- Osady leśne:

Rogów, Widzieńsko
- Miejscowości nieistniejące:

Śmięć.